# Prochiloneurus rungsi
Prochiloneurus rungsi är en stekelart som beskrevs av Masi 1934. Prochiloneurus rungsi ingår i släktet Prochiloneurus och familjen sköldlussteklar.
Artens utbredningsområde är Marocko. Inga underarter finns listade i Catalogue of Life.